# Тёгро-Озеро
Тёгрозеро (Тёгро-Озеро) — посёлок в Вельском районе Архангельской области России. Административный центр Тегринского сельского поселения.

## География
Посёлок находится на самом севере Вельского района, на берегу озера Тёгрозеро, из которого берёт начало река Тёгра (бассейн Онеги).

## Экономика
Градообразующим предприятием является Тёгринский комплексный леспромхоз (КЛПХ). Посёлок является конечным пунктом железнодорожной ветки «Юра — Тёгро-Озеро», демонтированной в 2010 году. Через находящийся юго-западнее посёлок Верхопуйский проходит автодорога «Долматово — Няндома — Каргополь» (Р2).

## Население
| 2002 | 2010 | 2012  | 2014  |
| ---- | ---- | ----- | ----- |
| 1409 | ↘912 | ↗1160 | →1160 |

### Карта
- Топографическая карта P-37-95,96_ Тегрозеро
- Тёгринское поселение на карте Wikimapia